# أولافور غودموندسون
أولافور غودموندسون مواليد 13 مايو 1990 في هافنارفيوردور، آيسلندا، هو لاعب كرة يد أيسلندي يلعب كظهير أيسر. يلعب حاليا مع آي إف كي كريستيانستاد ويحمل الرقم 13. مثل منتخب آيسلندا لكرة اليد. حقق المركز الثالث في بطولة أوروبا لكرة اليد للرجال 2010.

## سجل المنافسة
شارك في البطولات التالية:
- بطولة أوروبا لكرة اليد للرجال 2014
- بطولة أوروبا لكرة اليد للرجال 2016

## الميداليات
| الميدالية | المسابقة                           |
| --------- | ---------------------------------- |
| برونزية   | بطولة أوروبا لكرة اليد للرجال 2010 |

## روابط خارجية
- أولافور غودموندسون على موقع الاتحاد الأوروبي لكرة اليد (الإنجليزية)